# Stefan Zweig, cumbre apagada
Stefan Zweig, cumbre apagada es un ensayo biográfico en forma de novela del autor español Benjamín Jarnés (1888-1949). 
En el libro, publicado en 1942 en México, Jarnés realiza una crítica elogiosa sobre la figura del entonces recién fallecido Zweig y otros intelectuales contemporáneos de ambos escritores. Jarnés plantea la obra como un coloquio a tres bandas, entre "el autor", "el lector" y una "musa" que aportará los argumentos definitivos.
El libro ha sido editado en 2010 por la editorial cántabra Quálea después de localizar dos ejemplares de la primera y hasta ahora única edición en la Biblioteca Nacional de España y la Biblioteca del Congreso de Estados Unidos.
La primera edición mexicana de 1942 contenía innumerables erratas, por lo que se encargó a Domingo Ródenas de Moya la fijación, depuración del texto y la redacción del prólogo.